# Herman Otten
Herman Otten (Leiderdorp, 4 juli 1982) is een Nederlandse acteur en presentatietrainer.

## Biografie
Otten studeerde in 2008 af aan de acteursopleiding aan de Hogeschool voor de Kunsten in Utrecht. Na zijn afstuderen won Otten op het Groninger Studenten Cabaret Festival de publieksprijs met zijn voorstelling 'Beetje', onder regie van Wimie Wilhelm, waarna hij twee seizoenen zijn voorstelling speelde tijdens een naspeeltour en in de Cabarestafette van Bunker Theaterproducties.
Vanaf september 2010 verzorgde Otten met collega Stefan Pop en Nicolaas Vrijman een wekelijkse sketch in het Radio 1-programma Nog Steeds Wakker Nederland. In september 2011 stapten ze met hun sketches over naar het radioprogramma van Giel Beelen op 3FM onder de naam Radio zonder handen. Ook maakten ze samen sketches voor NPO Humor TV.
Otten speelde de rol van Erik in de speelfilm De Hel van '63, onder regie van Steven de Jong, speelde de rol van Jan Schalm in Goede tijden, slechte tijden en speelde mee in de satirische serie New Kids. Ook speelde hij in de NPO One Night Stand-film Alex in Amsterdam, onder regie van Michiel ten Horn en in de NPO 3Lab-film Eigen, onder regie van Malu Janssen.
Naast acteur is Otten presentatietrainer. Vanuit zijn achtergrond als acteur traint hij verschillende instanties. Op regelmatige basis traint hij onder andere de Koninklijke Marine, de Vrije Universiteit van Amsterdam, Schiphol Airport en het VUMC. Hij werd onder andere op Radio Aalsmeer geïnterviewd over zijn vak als presentatietrainer. Ook werkt hij regelmatig als presentatietrainer in New York.

## Filmografie
- Goede tijden, slechte tijden (televisieserie, 2023)
- Klikbeet (televisieserie, 2018)
- Eigen (kortfilm, 2016)
- Alex in Amsterdam (kortfilm, 2009)
- De Hel van '63 (2009)
- Goede tijden, slechte tijden (televisieserie, 2009)